# روبرت رودات
روبرت رودات (بالإنجليزية:Robert Rodat) كاتب قصة أمريكي ، ولد في مدينة نيوهامشير الأمريكية سنة 1953 ، تخرج روبرت من جامعة جنوب كاليفورنيا ، يعمل روبرت رودات ككاتب قصة للمسلسلات والأفلام الأمريكية ، ونالت شهرة واسعة ، ومن أبرزها :
- نهاية العالم وما بعدها.
- ذا باتريوت.

## وصلات خارجية
- روبرت رودات على موقع IMDb (الإنجليزية)
- روبرت رودات على موقع ميتاكريتيك (الإنجليزية)
- روبرت رودات على موقع روتن توميتوز (الإنجليزية)
- روبرت رودات على موقع ألو سيني (الفرنسية)
- روبرت رودات على موقع أول موفي (الإنجليزية)
- روبرت رودات على موقع قاعدة بيانات الأفلام السويدية (السويدية)
- روبرت رودات على موقع قاعدة بيانات الفيلم (الإنجليزية)